# تل موشکی
تل موشکی مربوط به هزاره دوم قبل از میلاد است و در شهرستان بهبهان، بخش مرکزی، دهستان حومه، روستای قلعه سید واقع شده و این اثر در تاریخ ۱ مرداد ۱۳۸۶ با شمارهٔ ثبت ۱۹۲۸۰ به‌عنوان یکی از آثار ملی ایران به ثبت رسیده است.